# Andrew Huxley
Sir Andrew Fielding Huxley (født 22. november 1917, død 30. maj 2012) var en engelsk fysiolog. Han modtog Nobelprisen i fysiologi eller medicin i 1963.